# Oxytate chlorion
Oxytate chlorion är en spindelart som först beskrevs av Simon 1906.  Oxytate chlorion ingår i släktet Oxytate och familjen krabbspindlar. Inga underarter finns listade i Catalogue of Life.